# 世界ブラインドゴルフ協会
世界ブラインドゴルフ協会（せかいブラインドゴルフきょうかい、International Blind Golf Association、略称：IBGA）とは、1998年に設立した、世界のブラインドゴルフ（視覚障害者ゴルフ、盲人ゴルフ）国際大会を運営、認可、後援するための障害者スポーツ団体。2014年時点で、登録ゴルファーは約500人である。半田晴久（深見東州）の呼びかけで設立された。

## 歴史
1953年にはUSブラインドゴルフ協会（United States Blind Golf Association、USBGA）が設立されており、日本でも1991年に日本盲人ゴルフ協会（現日本ブラインドゴルフ振興協会）、1994年に日本視覚障害ゴルファーズ連絡協議会（後の日本視覚障害ゴルファーズ協会）が発足するなど各国個別に協会、支援団体が設立されていた。
1996年に、日本盲人ゴルフ振興協会（日本盲人ゴルフ協会を改称）名誉会長半田晴久（深見東州）が、世界各国のブラインドゴルフ団体に呼びかけ、1997年、6ヵ国の代表がパースで世界ブラインドゴルファーズ会議が開催され、定款とハンディキャップシステムを立案した。1998年、アメリカフロリダ州で開催された第5回ISPSハンダ・ブラインドゴルフ世界選手権大会において承認され、「世界ブラインドゴルフ協会」が発足する。初代総裁には半田が選出され、初代会長（実務面の統括責任者）にはオーストラリアのデビッド・ブライスが選出された。
1997年開催の世界ブラインドゴルファーズ会議の参加団体は、日本、アメリカ、カナダ、オーストラリア、アイルランド、イギリスのイングランド、スコットランド、北アイルランドの6ヵ国8団体である。その後まもなく、ドイツの団体が加盟し7ヵ国9団体となる。
2014年時点で、加盟国は16ヵ国18団体であり、うち、準加盟国は4ヵ国4団体である。
半田晴久（深見東州）がオープン選手権大会の度に資金提供を行っており、世界ブラインドゴルフ協会を通じて世界中の大会を支援している。

## 主催大会
| 名称                                         | 英称                                     | 主催期間                  | 開催国         |
| -------------------------------------------- | ---------------------------------------- | ------------------------- | -------------- |
| ISPSハンダ・ブラインドゴルフ世界選手権大会   | ISPS HANDA World Blind Golf Championship | 1998年 - 現在（隔年開催） | 加盟国持ち回り |
| ISPSハンダ・レスマイヤーヴィジョンカップ     | The ISPS HANDA Ressmeyer Vision Cup      | 2013年 - 現在             | イタリア       |
| ワールドシニアゴルフレディースオープン選手権 |                                          | 2005年-2006年             | 日本 (第2回）  |

## 公認大会
| 名称                                                   | 英称                                   | 公認期間      | 開催国           |
| ------------------------------------------------------ | -------------------------------------- | ------------- | ---------------- |
| ブラインドゴルフ・ジャパンオープン・チャンピオンシップ | Blind Golf Japan Open Championship     | 1998年 - 現在 | 日本             |
| ISPSハンダ・全米ブラインドゴルフ選手権大会             | ISPS HANDA US Blind Open Championships | 1998年 - 現在 | アメリカ合衆国   |
| ISPSハンダ・全英ブラインドゴルフオープン               | ISPS HANDA British Blind Golf Open     | 1998年 - 現在 | イングランド     |
| ISPSハンダ・カナダブラインドゴルフオープン             | ISPS HANDA Canadian Blind Golf Open    | 1998年 - 現在 | カナダ           |
| ISPSハンダ・アイリッシュブラインドゴルフオープン       | ISPS HANDA Irish Bind golf Open        | 1998年 - 現在 | アイルランド     |
| ISPSハンダ・オーストラリアン・ブラインドオープン       | ISPS HANDA Australian Blind Open       | 1998年 - 現在 | オーストラリア   |
| ISPSハンダ・イタリアブラインドゴルフオープン           | ISPS HANDA Italian Blind golf Open     | - 現在        | イタリア         |
| 南アフリカブラインドゴルフオープン                     | South African Blind Golf Open          | - 現在        | 南アフリカ共和国 |

## 参加大会
- ハンダカップ - プロアマ交流戦に、所属のブラインドゴルファーが参加している。[10]

## 加盟団体
- 日本ブラインドゴルフ振興協会(JBGA)
- 北アイルランドブラインドゴルフ協会(Northern Ireland Blind Golf)
- スコットランドブラインドゴルフ協会(Scottish Blind Golf Society)
- イングランドブラインドゴルフ協会(English Blind Golf Association)
- ドイツブラインドゴルフ協会(Germany Blind Golf Association)
- アイルランドブラインドゴルフ協会(Ireland Blind Golf)
- 南アフリカ共和国ブラインドゴルフ協会(Republic of South Africa Blind Golf Association)
- オーストラリアブラインドゴルフ協会(Australian Blind Golf Association)
- カナダブラインドゴルフ協会(Canadian Blind Golf Association)
- USブラインドゴルフ協会(United States Blind Golf Association(USBGA))
- 香港ブラインドゴルフ協会
- 韓国ブラインドゴルフ協会
- イタリアブラインドゴルフ協会
- オーストリアブラインドゴルフ協会

### アソシエイトメンバー（準加盟）
- フランス
- イスラエル
- マレーシア
- オランダ

## テレビ放映
- 「ふれあいのグリーン ～世界を結ぶブラインドゴルフ～」（TOKYO MX 2006年5月21日）